# ラストフロント -1944英米連合軍マーケット・ガーデン作戦-
『ラストフロント -1944英米連合軍マーケット・ガーデン作戦-』（原題：The Last Drop）は、2006年に公開された戦争映画。コリン・ティーグが監督した。かつてイギリスの犯罪映画『ガンズ・アンド・バレット』や『Spivs』でディーグと共に仕事をしたゲイリー・ヤングを脚本に迎えている。

## あらすじ
第二次世界大戦最中の1944年、史上最大の空挺作戦「マーケット・ガーデン作戦」が幕を開けた。この大作戦の裏で、イギリス軍は秘密作戦「マッチボックス作戦」を遂行していた。
この特命を受けたイギリス軍人たちは主力部隊と共に前線に向かうも、彼らが搭乗したグライダーは高射砲に撃墜され、着陸予定地点を大きく離れた地点に墜落してしまう。現地のドイツ軍との戦いの末、彼らは多くの隊員を失ってしまう。生き延びたわずか一握りの隊員らは命令書に従い前進を続け、「マッチボックス作戦」の目的がナチス・ドイツの親衛隊(SS)が占領地で略奪した財宝を現地レジスタンスと協力して奪還する事だと知らされる。
その頃、ある理由から軍を脱走したドイツ陸軍将校も子飼いの部下と共にSSの財宝を狙って暗躍しており、さらに付近に展開していたアメリカ陸軍空挺部隊指揮官までも財宝の存在を察知して兵を進めるのだった。

## キャスト
- ロバート・オーツ中尉 - ビリー・ゼイン
- リース・パウエル伍長 - ニール・ニューボン（英語版）
- デニス・ベーカー一等兵 - トミー・フラナガン
- デヴィッド・ウェリングス一等兵 - レイフ・スポール
- アラン・アイブス一等兵 - ニック・モラン
- ビル・マクミラン軍曹 - ショーン・パートウィー
- ユルゲン・フェラー中尉 - アレクサンダー・スカルスガルド
- ハンス・ベック曹長 - カレル・ローデン
- ディーター・マックス伍長 - ダヴィド・ジノラ
- J・T・コルト大佐 - マイケル・マドセン
- グスタフ・ハンスフェルト - スティーブ・スピアーズ（英語版）
- クラウス・ケスラー少佐 - ローレンス・フォックス